# Karlová
Karlová (em húngaro: Turóckárolyfalva) é um município da Eslováquia, situado no distrito de Martin, na região de Žilina. Tem 1,83 km² de área e sua população em 2018 foi estimada em 105 habitantes.

## Demografia
| Ano:        | 1994 | 2004   | 2014   | 2024   |
| ----------- | ---- | ------ | ------ | ------ |
| Broj ljudi: | 117  | 114    | 106    | 112    |
| Razlika:    |      | -2,56% | -7,01% | +5,66% |

| Ano:               | 2023 | 2024   |
| ------------------ | ---- | ------ |
| Número de pessoas: | 110  | 112    |
| Diferença:         |      | +1,81% |